# Agave maculata
Agave maculata (лат.) — вид растения рода агава (Agave) подсемейства Агавовые семейства Спаржевые (Asparagaceae), произрастающий в южном Техасе и в северо-восточной Мексики.

## Таксономия
Впервые вид Agave maculata был описан Эдуардом фон Регелем в 1856 году. Позже, в 1859 году, Уильям Хукер описал тот же вид и дал название Agave maculosa. Именно под этим синонимом вид был перемещён в род Manfreda, а затем в род Polianthes (оба рода теперь включены в род агава), но видовой эпитет Регеля является самым старым и поэтому имеет приоритет.

## Ботаническое описание
Agave maculata — многолетнее растение с очень коротким стеблем. Мясистые серебристо-зелёные листья покрыты пурпурными пятнами и в условиях низкой освещённости могут лежать на земле. Во время засухи листья могут засохнуть так, что практически могут быть не видными над землёй. При достаточном количестве осадков растение выпускает соцветие высотой 60 см в период с апреля по сентябрь. Новые цветоносные соцветия часто являются пищей для мелких млекопитающих, пекарей, оленей и одичавших свиней. Листьями также питаются эти[какие?] животные, особенно во время засухи, что может ослабить и даже погубить растение.
Цветки раскрываются и меняют окраску от белого до розового и тёмно-красного в течение 3—4 дней. По мере созревания семенных коробочек нижние завязи меняют цвет с зелёного на пурпурный, а затем на чёрный.

Agave maculata
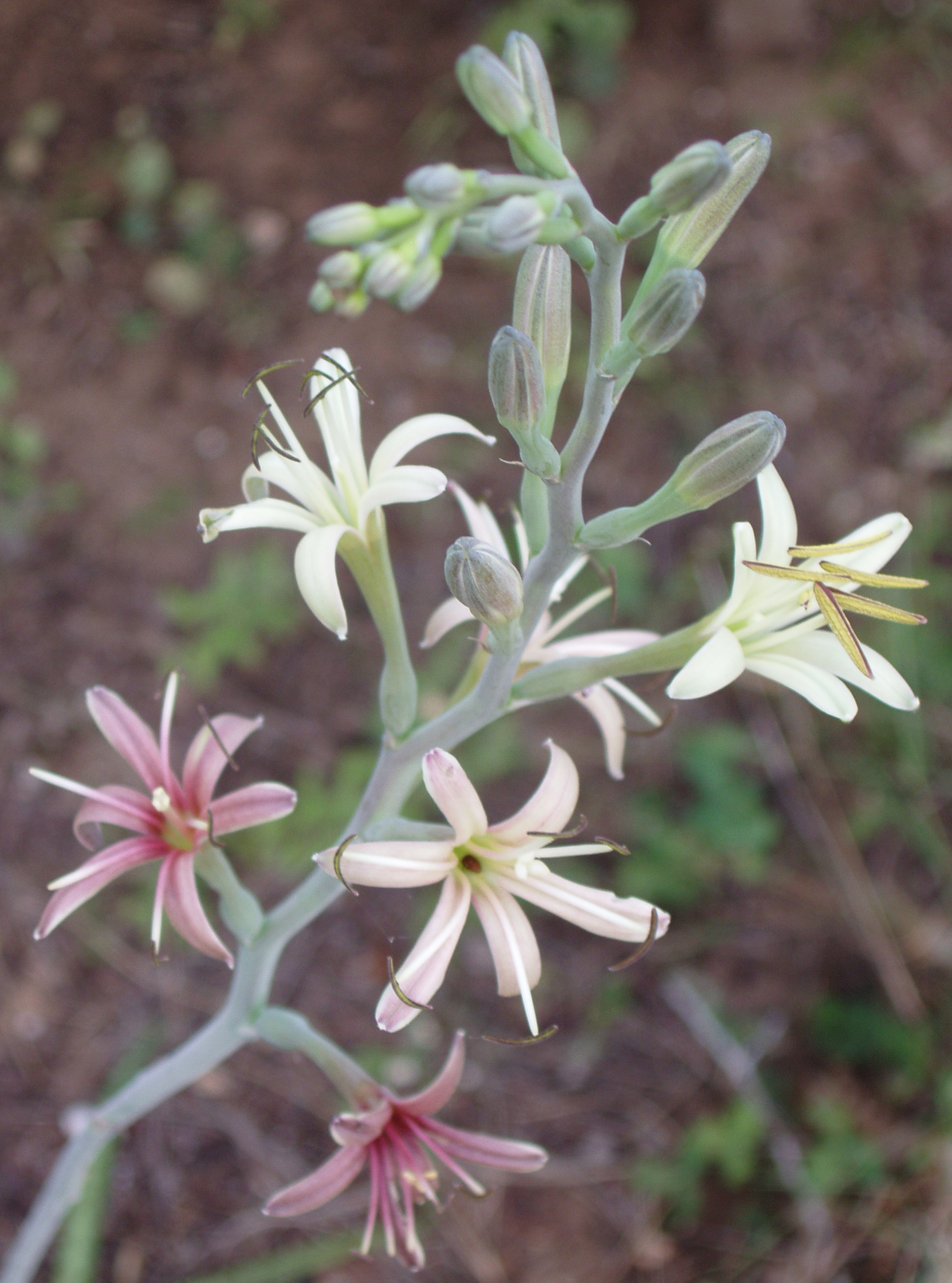
Соцветие
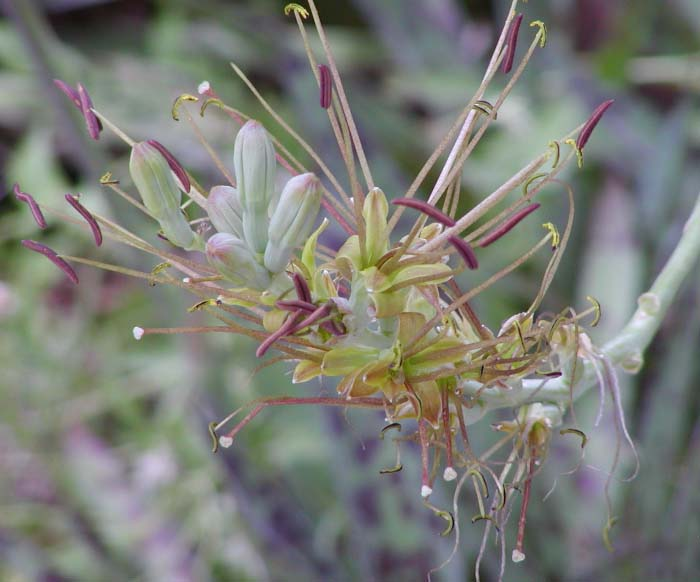
Цветки
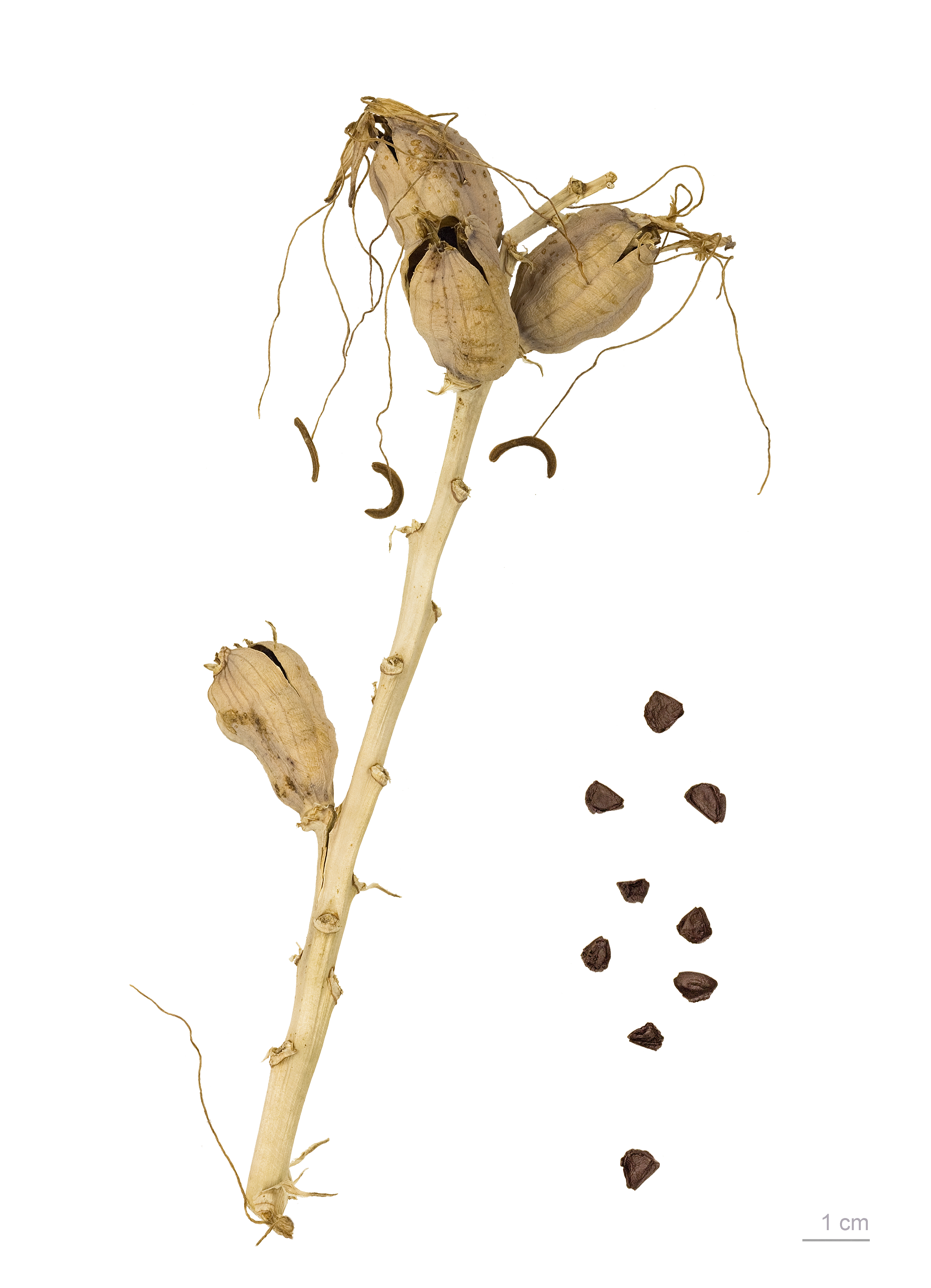
Плод с семенами

## Распространение и местообитание
A. maculata распространена в южном Техасе в США и в северо-восточной Мексики.

## Биология
A. maculata является основным растением-хозяином для гусениц редкого вида бабочки-толстоголовки Stallingsia maculosus. Сокращение популяции данной агавы может угрожать существованию бабочек.